# Wahlbezirk Steiermark 2
Der Wahlbezirk Steiermark 2 war ein Wahlkreis für die Wahlen zum Abgeordnetenhaus im österreichischen Kronland Steiermark. Der Wahlbezirk wurde 1907 mit der Einführung der Reichsratswahlordnung geschaffen und bestand bis zum Zusammenbruch der Habsburgermonarchie.

## Geschichte
Nachdem der Reichsrat im Herbst 1906 das allgemeine, gleiche, geheime und direkte Männerwahlrecht beschlossen hatte, wurde mit 26. Jänner 1907 die große Wahlrechtsreform durch Sanktionierung von Kaiser Franz Joseph I. gültig. Mit der neuen Reichsratswahlordnung schuf man insgesamt 416 Wahlbezirke, wobei mit Ausnahme Galiziens in jedem Wahlbezirk ein Abgeordneter im Zuge der Reichsratswahl gewählt wurde. Der Abgeordnete musste sich dabei im ersten Wahlgang oder in einer Stichwahl mit absoluter Mehrheit durchsetzen. Der Wahlkreis Steiermark 2 umfasste den II. und III. Bezirk der Stadt Graz (St. Leonhard bzw. Geidorf) sowie die Gemeinde Waltendorf aus dem Gerichtsbezirk Graz Umgebung.
Aus der Reichsratswahl 1907 ging Julius Derschatta von Standhalt (Deutsche Volkspartei) als Sieger hervor. Er trat 1909 zurück, woraufhin Heinrich Wastian die Reichsratsersatzwahl gewann. Bei der Reichsratswahl 1911 setzte sich erneut Heinrich Wastian durch. Da dieser jedoch auch im Wahlbezirk Steiermark 9 angetreten war und das dortige Mandat annahm, musste 1911 nochmals gewählt werden. Bei der Reichsratsersatzwahl 1911 setzte sich schließlich Franz Held durch.

## Wahlergebnisse

### Reichsratswahl 1907
Die Reichsratswahl 1907 wurde am 14. Mai 1907 (erster Wahlgang) sowie am 23. Mai 1907 (Stichwahl) durchgeführt.

#### Erster Wahlgang
| Kandidat                                                                    | Partei                             | Wahlkreisstimmen | Prozent |
| --------------------------------------------------------------------------- | ---------------------------------- | ---------------- | ------- |
| Julius Derschatta von Standhalt                                             | Deutsche Volkspartei               | 2717             | 46,2 %  |
| Raimund Neunteufel                                                          | Christlichsoziale Partei           | 1654             | 28,1 %  |
| Julius Hilari                                                               | Sozialdemokratische Arbeiterpartei | 1487             | 25,3 %  |
|                                                                             | Sonstige Parteien                  | 27               | 0,5 %   |
| Wahlberechtigte: 8764, Ungültige/Leere Stimmen: 23, Wahlbeteiligung: 67,4 % |                                    |                  |         |

#### Stichwahl
| Kandidat                                                                    | Partei                   | Wahlkreisstimmen | Prozent |
| --------------------------------------------------------------------------- | ------------------------ | ---------------- | ------- |
| Julius von Derschatta                                                       | Deutsche Volkspartei     | 4046             | 69,4 %  |
| Raimund Neunteufel                                                          | Christlichsoziale Partei | 1782             | 30,6 %  |
| Wahlberechtigte: 8764, Ungültige/Leere Stimmen: 13, Wahlbeteiligung: 66,6 % |                          |                  |         |

### Reichsratsersatzwahl 1909
Die Reichsratswahl nach dem Rücktritt von Derschatta wurde am 8. Juni 1909 (erster Wahlgang) sowie am 12. Juni 1909 (Stichwahl) durchgeführt.

#### Erster Wahlgang
| Kandidat                                                             | Partei                             | Wahlkreisstimmen | Prozent |
| -------------------------------------------------------------------- | ---------------------------------- | ---------------- | ------- |
| Heinrich Wastian                                                     | Deutsche Volkspartei               | 2291             | 46,7 %  |
| Raimund Neunteufel                                                   | Christlichsoziale Partei           | 1328             | 27,1 %  |
| Michael Schacherl                                                    | Sozialdemokratische Arbeiterpartei | 1274             | 26,0    |
|                                                                      | Sonstige Parteien                  | 9                | 0,2 %   |
| Wahlberechtigte: ?, Ungültige/Leere Stimmen: ?, Wahlbeteiligung: ? % |                                    |                  |         |

#### Stichwahl
| Kandidat                                                             | Partei                   | Wahlkreisstimmen | Prozent |
| -------------------------------------------------------------------- | ------------------------ | ---------------- | ------- |
| Heinrich Wastian                                                     | Deutsche Volkspartei     | 2235             | 94,7 %  |
| Raimund Neunteufel                                                   | Christlichsoziale Partei | 124              | 5,3 %   |
| Wahlberechtigte: ?, Ungültige/Leere Stimmen: ?, Wahlbeteiligung: ? % |                          |                  |         |

### Reichsratswahl 1911

#### Erster Wahlgang
Die Reichsratswahl 1911 wurde am 13. Juni 1911 (erster Wahlgang) sowie am 20. Juni 1911 (Stichwahl) durchgeführt.
| Kandidat                                                                    | Partei                             | Wahlkreisstimmen | Prozent |
| --------------------------------------------------------------------------- | ---------------------------------- | ---------------- | ------- |
| Heinrich Wastian                                                            | deutsch-freiheitlich               | 2325             | 45,5 %  |
| Alois Ausobsky                                                              | Sozialdemokratische Arbeiterpartei | 1394             | 27,3 %  |
| Karl Englhofer                                                              | Christlichsoziale Partei           | 1095             | 21,4 %  |
| Friedrich Wanek                                                             | Alldeutsche Vereinigung            | 221              | 4,3 %   |
|                                                                             | Sonstige Parteien                  | 77               | 1,5 %   |
| Wahlberechtigte: 9166, Ungültige/Leere Stimmen: 21, Wahlbeteiligung: 56,0 % |                                    |                  |         |

#### Stichwahl
| Kandidat                                                                    | Partei                             | Wahlkreisstimmen | Prozent |
| --------------------------------------------------------------------------- | ---------------------------------- | ---------------- | ------- |
| Heinrich Wastian                                                            | deutsch-freiheitlich               | 2544             | 72,9 %  |
| Alois Ausobsky                                                              | Sozialdemokratische Arbeiterpartei | 947              | 27,1 %  |
| Wahlberechtigte: 9166, Ungültige/Leere Stimmen: 28, Wahlbeteiligung: 38,4 % |                                    |                  |         |

### Reichsratsersatzwahl 1911
Nachdem Wastian das Mandat im Wahlkreis 9 angenommen hatte, wurde am 24. Oktober 1911 die Ersatzwahl durchgeführt.
| Kandidat                                                             | Partei                             | Wahlkreisstimmen | Prozent |
| -------------------------------------------------------------------- | ---------------------------------- | ---------------- | ------- |
| Franz Held                                                           | deutsch-freisinnig                 | 1918             | 60,3 %  |
| Alois Ausobsky                                                       | Sozialdemokratische Arbeiterpartei | 1101             | 34,6 %  |
| Weidenhoffer                                                         |                                    | 119              | 3,7 %   |
| Tschickl                                                             | "Wilder" Freisinngiger Kandidat    | 80               | 2,6 %   |
| Gargitter                                                            |                                    | 37               | 1,2 %   |
|                                                                      | Sonstige Parteien                  | 85               | 2,7 %   |
| Wahlberechtigte: ?, Ungültige/Leere Stimmen: ?, Wahlbeteiligung: ? % |                                    |                  |         |